# Berliner Goldhut

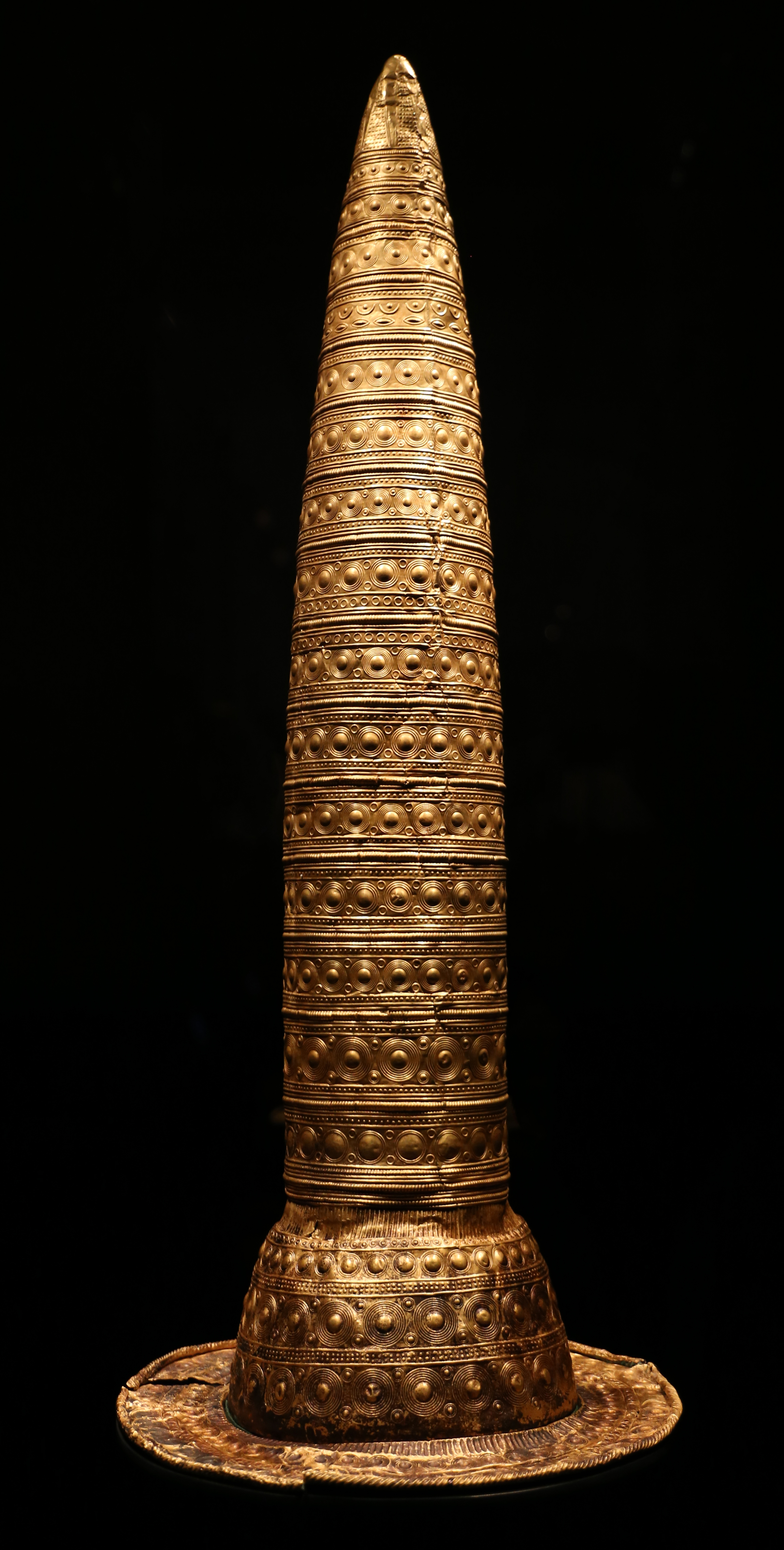
Berliner Goldhut

Der Berliner Goldhut ist ein bronzezeitliches Artefakt aus dünnem Goldblech. Es diente als äußere Schmuckverkleidung einer langschäftigen Kopfbedeckung mit Krempe, die vermutlich aus organischem Material bestand und das außenliegende, dünne Goldblech mechanisch stabilisierte.
Er ist das am besten erhaltene Exemplar aus einer Gruppe von inzwischen vier bekannten, kegelförmigen Goldhüten aus der Bronzezeit, die im Verlauf des 19. und 20. Jahrhunderts im süddeutschen Raum (Goldblechkegel von Ezelsdorf-Buch, Goldener Hut von Schifferstadt) und Frankreich (Goldblechkegel von Avanton) in mehr oder weniger gutem Erhaltungszustand gefunden wurden.
Man geht heute davon aus, dass die Goldhüte religiös-kultischen Zwecken dienten und von Priestern eines in der späten Bronzezeit in Zentraleuropa verbreiteten Sonnenkultes verwendet wurden. Diese Auffassung wird durch die bildliche Darstellung eines als Kegelhut interpretierten Gegenstands auf einer Steinplatte aus dem Grab von Kivik in Schonen (Südschweden) in eindeutig religiös-kultischem Kontext untermauert.
Der Berliner Goldhut wurde 1996 vom Berliner Museum für Vor- und Frühgeschichte als Fund ohne Fundort, also vermutlich aus einer Raubgrabung stammend, aus dem Kunsthandel erworben. Anhand des Ornamentvergleichs mit anderen, genauer zu datierenden Fundstücken wird der Zeitpunkt seiner Herstellung auf die ausgehende Bronzezeit, etwa 1000 bis 800 v. Chr., datiert. Als ursprünglichen Fundort vermutet man Süddeutschland (genauer den Bullenheimer Berg bei Ippesheim) oder die Schweiz.

## Beschreibung
Der Berliner Goldhut ist ein mit Punzstempeln und Ornamenträdchen verzierter, 490 g schwerer Goldhut mit langem, schlankem Schaft und abgesetztem und gebauchtem Fuß. In seiner Komposition ähnelt er dem zuvor entdeckten Goldblechkegel von Ezelsdorf-Buch.

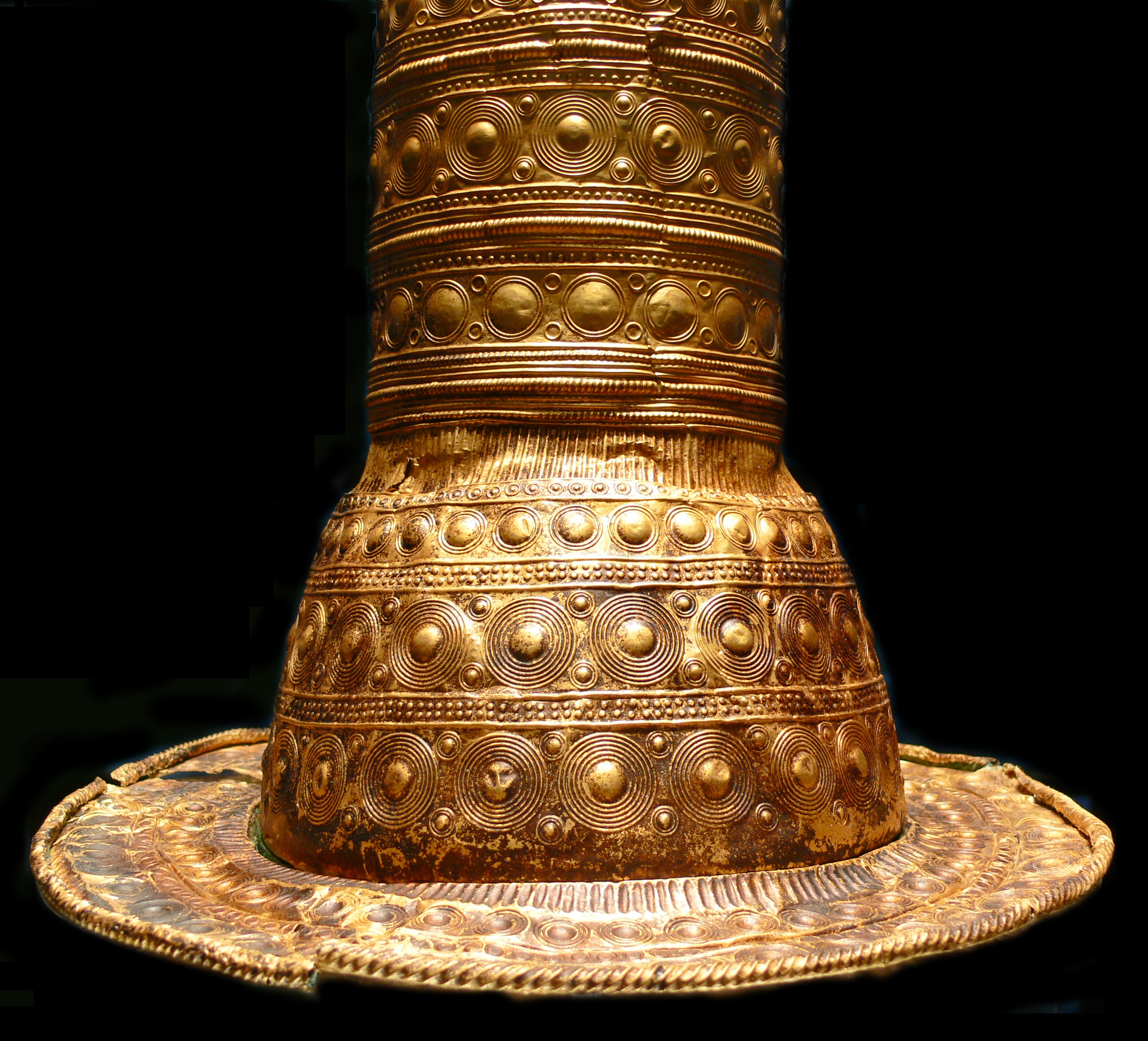
Berliner Goldhut, Detail

Das Blech des Berliner Hutes wird im Bereich des „Hutbandes“ durch einen ca. 10 mm breiten Ring aus flachem Bronzeblech verstärkt. Der Außenrand der Hutkrempe wird durch einen tordierten Vierkantdraht, um den das Blech nach oben gebördelt ist, abgeschlossen.
Die Gesamthöhe des Goldblechkegels beträgt 745 mm. Das Stück wurde als Treibarbeit aus einer wahrscheinlich alluvialen Goldlegierung mit 89,7 % Gold, 9,8 % Silber, 0,4 % Kupfer und 0,1 % Zinn aus einem Stück hergestellt und weist eine mittlere Wandstärke von 0,6 mm auf.
Der Goldblechkegel ist über die ganze Länge mit horizontalen Zier- und Rahmenbändern flächendeckend ornamentiert. Dabei wurden 14 verschiedene Punzstempel und 3 verschiedene Ornamenträdchen bzw. Rollpunzen verwendet. Die horizontalen Bänder wurden systematisch mit sich wiederholenden, gleichartigen Stempelmustern verziert.
Die optische Trennung der einzelnen Ornamentbänder wurde, insbesondere unter Verwendung von Rollpunzen, durch Rippen und Treibwülste realisiert. In den Ornamentbändern finden sich hauptsächlich Buckel- und Kreismotive, die über einen kreisförmigen Innenbuckel verfügen und mit bis zu sechs Außenringen eingefasst sind.
Als Besonderheit ist das jeweils einmalige Auftreten eines Zierbandes bestehend aus liegenden Mondsicheln mit Innenbuckel und darunterliegenden augen- bzw. mandelförmigen Buckeln zu würdigen. Die Kegelspitze wird von einem achtstrahligen, unkonturierten Stern bekrönt, dessen Hintergrund mit Punktbuckeln unterlegt ist.
Der Schaft geht in einem breiten, senkrecht geriffelt strukturierten Band in den Kegelfuß über, der mit ähnlichen Motiven versehen ist. Im Bereich eines Verstärkungsbandes aus Bronze geht der Hut vom Kegelfuß in die Krempe über, die ebenfalls mit scheibenförmigen Symbolen gestaltet ist.

## Kalenderfunktion

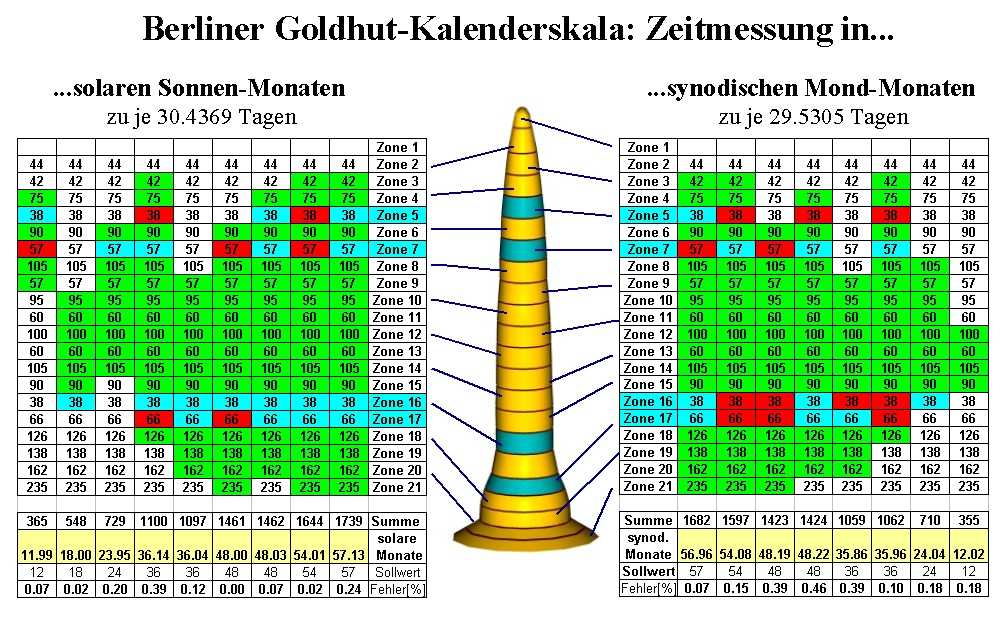
Kalenderfunktionen am Berliner Goldhut

Nach Ansicht Wilfried Menghins weisen die kegelförmigen Goldhüte vom Typus Schifferstadt, zu denen auch der Berliner Goldhut gehört, eine systematische Abfolge in Anzahl und Art der in den einzelnen Ornamentbändern verwandten Ornamente auf.
In diesem Zusammenhang hat sich herausgestellt, dass auf den Goldhüten Abbildungen astronomischer Kalenderfunktionen auf Basis eines lunisolaren Systems denkbar sind. Aufgrund dieses lunisolaren Charakters wäre damit ein direktes Ablesen von Zeiträumen in Mond- oder Sonneneinheiten möglich.
Da die genaue Kenntnis des Sonnenjahrs für die Festlegung von Zeitpunkten kultischer Bedeutung wie der Sommer- oder Wintersonnenwende von besonderer Bedeutung war, nahm das auf den Goldhüten niedergelegte astronomische Wissen in der bronzezeitlichen Gesellschaft einen besonders hohen Stellenwert ein. Ob sie als Kalender genutzt wurden oder ob sie das zugrundeliegende astronomische Wissen darstellen, ist ungeklärt.
Die bislang (Stand: Juli 2005) möglichen Funktionen beinhalten die Abzählung von Zeitabschnitten bis zu maximal 57 Monaten. Durch einfache Vervierfachung dieser Werte ist aber auch die Darstellung von Zeitabschnitten größeren Umfangs wie z. B. dem Metonischen Zyklus möglich.
Dabei stellt jeweils ein Zeichen bzw. ein einzelner Kreisring eines Symbols einen Tag dar. Neben Ornamentringen mit Symbolen unterschiedlicher Kreisringzahl treten Sonderzeichen und Sondersymbole in so genannten Schaltzonen auf, die bei der Berechnung der oben genannten Zeitabschnitte von Fall zu Fall hinzugezählt oder weggelassen werden müssen.
Im Prinzip wird, beginnend mit der Zone i, anhand eines geeigneten, zusammenhängenden Abschnitts n benachbarter Ornamentzonen Z_i..Z_i+n eine Summenbildung durchgeführt. Von dieser Summe wird gegebenenfalls die Symbolanzahl einer oder mehrerer, im Bereich dieses Abschnitts auftretenden Schaltzonen abgezogen, um zum entsprechenden Wert in solarer bzw. lunarer Zeitschreibweise zu kommen.
In der Abbildung links dargestellt ist der solare Abbildungsmodus, rechts das Ableseschema für die synodischen (Mond-)Monate. Die rot bzw. blau dargestellten Felder aus den Zonen 5, 7, 16 und 17 stellen Schaltzonen des Kalendersystems dar, mit denen unterschiedlich lange Zeitperioden dargestellt werden.
Die den jeweiligen Feldern zugeordneten Werte sind das Produkt aus der Anzahl der Symbole in der jeweiligen Ornamentzone und der Anzahl der im vorherrschenden Einzelsymbol vorkommenden Kreise bzw. Kreisringe. Den Sondersymbolen in der Zone 5 wird entsprechend ihrer Anzahl der numerische Wert „38“ zugeordnet.
Beispiel:
Zone 12 besitzt als vorherrschendes Symbol insgesamt 20 Punzen vom Typus Nr. 14, einem kreisrunden Scheibensymbol, das im Randbereich von 5 Kreisen eingefasst ist.
Als Wert ergibt sich für diese Zone somit das Produkt aus 20 und 5 = 100.
Die in den Zwischenräumen zwischen den Hauptsymbolen vorhandenen, kleineren Ringkreise werden als Zierrat angesehen und für die Rechnung nicht berücksichtigt.
Da auf den Goldhüten möglicherweise ein lunisolares Kalendersystem abgebildet wurde, ist ein direktes Ablesen bzw. Umrechnen in Mond- oder Sonneneinheiten möglich.
Für die Darstellung des in den Tabellen jeweils gelb hinterlegten, nach Tagen zählenden solaren bzw. lunaren maximalen Zeitabschnitts sind die Werte der in der darüberstehenden Spalte farblich hinterlegten Felder zu einer Abschnittssumme zu addieren. Treten hier rot hinterlegte Schaltzonen auf, ist die Summe dieser rot hinterlegten Werte von der Abschnittssumme abzuziehen. Damit ist die Abbildung von Zeitabschnitten mit einer maximalen Länge von 12, 24, 36, 48, 54 und 57 synodischen (Mond-)Monaten im lunaren System und von 12, 18, 24, 36, 48, 54 und 57 Sonnenmonaten (als zwölftem Teil eines tropischen Jahres) im solaren System möglich.
Beispiel:
Für die Darstellung eines 54-monatigen Zyklus' im lunaren System werden die Zahlenwerte aus den farbig hinterlegten Zonen 3 bis 21 addiert. Als Summe ergibt sich ein Wert von 1739 Tagen. Vom Ergebnis zieht man die Zahlenwerte aus den rot hinterlegten Zonen 5, 16 und 17 wieder ab (oder berücksichtigt diese beim Summieren gar nicht erst). Das Resultat von 1739−142=1597 Tagen entspricht recht genau 54 synodischen Monaten zu je 29,5305 Tagen.
Die bei der Rechnung auftretende Differenz von 2 Tagen zum astronomisch korrekten Wert ergibt sich aus der bronzezeitlichen Beobachtungsgenauigkeit von synodischer und solarer Monatslänge.

## Fundort und Fundgeschichte
Der Berliner Goldhut wurde 1995 auf dem internationalen Kunstmarkt angeboten und 1996 als bronzezeitliches Artefakt vom Berliner Museum für Vor- und Frühgeschichte angekauft. Nach Angaben des Verkäufers stammte das Stück ursprünglich aus einer anonymen Schweizer Sammlung, die in den 1950er und 1960er Jahren aufgebaut worden war. Man geht davon aus, dass der Berliner Goldhut in Süddeutschland oder der Schweiz gefunden wurde. Weitere Details zu den Fundumständen sind nicht bekannt. Aus dem Zustand des Goldblechkegels kann aber vermutet werden, dass er – analog zum Goldenen Hut von Schifferstadt – aufrecht stehend und mit Erde oder Asche gefüllt in der Erde vergraben wurde.

## Herstellung
Überträgt man das Goldgewicht des Kegels unter Berücksichtigung der fehlenden Krempe in die Abmessungen eines quaderförmigen Goldbarrens, ergibt sich rechnerisch ein Goldwürfel von weniger als drei Zentimetern Kantenlänge als Ausgangsmaterial. Dieser Goldrohling wurde während des Bearbeitungsprozesses auf eine mittlere Wandstärke von 0,06 mm ausgeschmiedet.
Der Werkstoff des Goldhutes verfestigt sich bei zunehmendem Umformungsgrad und neigt dann zur Rissbildung. Zur Vermeidung dieser Risse war eine besonders gleichmäßige Verformung beim Ausschmieden erforderlich. Darüber hinaus musste das Werkstück während des Herstellungsprozesses wiederholt bei mindestens 750 °C weichgeglüht werden.
Hierbei war aufgrund der niedrigen Schmelztemperatur der Goldlegierung (ca. 960 °C) eine recht genaue Temperaturkontrolle und eine gleichmäßige Aufheizung des Bauteils erforderlich, um ein Aufschmelzen der Oberfläche zu verhindern. Für diesen Vorgang nutzte der bronzezeitliche Handwerker ein Holzkohlefeuer oder einen Ofen ähnlich den Brennöfen für Töpferwaren, deren Temperatur allerdings nur in Grenzen durch blasebalggestützte Zuführung von Sauerstoff kontrolliert werden konnte.
Berücksichtigt man diese Eigenheiten des verwendeten Werkstoffes und die bescheidenen technischen Mittel, stellt allein die Herstellung eines unverzierten Bauteils aus solch dünnem Goldblech bereits eine gewaltige handwerkliche Leistung dar.
Im Rahmen der weiteren Bearbeitung wurde der Berliner Goldhut mit radial verlaufenden Ornamentbändern versehen. Dazu wurde der hohle Innenkörper vermutlich – ähnlich wie der Goldene Hut von Schifferstadt – zwecks Stabilisierung mit einem geeigneten Goldschmiedekitt auf Basis von Baumharz und Wachs gefüllt und das dünne Goldblech von außen durch wiederholtes Aufdrücken von insgesamt 17 verschiedenen Negativpunzen und dem Abrollen von 3 verschiedenen Rollpunzen in der vorliegenden Form strukturiert.

## Verbleib
Der Berliner Goldhut befindet sich im „Neuen Museum“ in Berlin und stellt ein Herzstück der bronzezeitlichen Sammlung dar.